# S-852
Pour les articles homonymes, voir 852.
Le S-852 est un des quatre sous-marins d'attaque conventionnels (diesel-électriques) de classe Romeo en service dans la marine égyptienne,.

## Historique
L’Union soviétique a commencé dans les années 1950 à construire des sous-marins de classe Roméo, d’un déplacement en immersion de 1830 tonnes environ. C’étaient les successeurs des premiers sous-marins construits par ce pays après la Seconde Guerre mondiale (la classe Whiskey), eux-mêmes dérivés de la conception de sous-marins nazis capturés (Unterseeboot type XXI). Entre 1966 et 1969, l’Égypte a acquis six sous-marins de classe Roméo auprès de l’Union soviétique.
Avant la rupture sino-soviétique du début des années 1960, les Chinois ont reçu des Soviétiques l’ensemble des données techniques nécessaires pour commencer à construire leurs propres exemplaires, qu’ils ont appelés Type 033. Entre 1982 et 1984, la marine égyptienne a reçu de la Chine quatre Type 033 dans une configuration améliorée connue sous le nom d’ES5A. Un certain nombre de systèmes de conception soviétique y étaient remplacés par des systèmes plus modernes de conception chinoises, y compris de nouveaux sonars, les équipements de communication et les périscopes. D’autres améliorations ont réduit leur signature acoustique, ce qui est absolument vital pour réduire la vulnérabilité de tout sous-marin à une détection et une attaque. Les Chinois ont encore amélioré cette version afin de créer (pour leur propre usage) la variante Type 033G qui dispose de systèmes de contrôle de tir des torpilles informatisés, et de la possibilité de tirer des torpilles acoustiques à partir de leurs huit tubes lance-torpilles : six tubes montés à l’avant et deux tubes montés à l’arrière.
Pendant la guerre des Six Jours et la guerre du Kippour, les sous-marins de la marine égyptienne ont été pourchassés par des navires de guerre israéliens, ce qui a incité l’Égypte à prendre plusieurs mesures pour améliorer ses capacités sous-marines. D’abord, le pays a modernisé ses patrouilleurs Hainan (également de fabrication chinoise) pour les rendre plus efficaces dans la lutte anti-sous-marine (ASW). En outre, la marine égyptienne a acheté 5 hélicoptères Westland Sea King en version navale, 10 hélicoptères ASW Kaman SH-2 Seasprite (provenant de l’United States Navy) mis à niveau à la norme SH-2G (E), et 46 hélicoptères d'attaque Kamov Ka-52K, tous équipés de missiles antinavires et de torpilles anti-sous-marines. Enfin, l’Égypte a conclu en 2011 un accord avec l’industriel allemand ThyssenKrupp Marine Systems (TKMS) pour acheter deux sous-marins d’attaque diesel-électriques de Type 209/1400 modifié, avec une option d’achat de deux autres unités, que l’Égypte a exercée en 2015. Les quatre exemplaires ont été mis en service dans la marine égyptienne avant la fin de l’année 2021. Ces sous-marins sont armés de 8 tubes lance-torpilles de 21 pouces (533 mm) capables de lancer jusqu’à 14 torpilles SeaHake modèle 4 ou missiles UGM-84L Harpoon Block II, ainsi que des mines marines. Il est envisagé qu’ils remplaceront les quatre Type 033 restants qui sont encore en service. L’Égypte a déjà retiré du service les autres Roméo soviétiques.
En attendant, les sous-marins d’attaque diesel-électriques de classe Romeo sont encore en service. Ils sont considérés comme obsolètes aux standards actuels, et ne sont plus utilisés que pour des tâches d’entraînement et de surveillance,. L’Égypte est l’un des deux seuls pays utilisant encore ce type de navires, l’autre étant la Corée du Nord, qui a révélé en 2019 qu’elle convertissait l’un de ses exemplaires en un sous-marin lanceur de missiles balistiques.
Ils ont pourtant fait l’objet de plusieurs modernisations en cours de vie. Au milieu des années 1980, la Chine a remporté un contrat pour moderniser la flotte de sous-marins égyptiens de classe Romeo. Ce carénage les a amenés à la norme connue sous le nom d’ES5B. Apparemment, les sous-marins dans cette configuration sont plus silencieux de 20 décibels que la conception soviétique originale, ce qui constitue une réduction de près de 13% de la signature acoustique du bateau. Cependant leur vitesse maximale de 13 nœuds en immersion reste inchangée.
Dans le même temps, les relations de l’Égypte avec les États-Unis ne cessaient de s’améliorer. En 1979, le président égyptien Anouar el-Sadate avait accepté un accord de paix (négocié par les États-Unis) avec le Premier ministre israélien Menahem Begin, accord qui est entré en vigueur l’année suivante. Une partie de cet accord était que le gouvernement égyptien obtiendrait l’aide économique et militaire américaine, ce qui continue à ce jour. Bien que des militants opposés à l’accord, y compris des membres des forces armées égyptiennes, aient réussi à assassiner Sadate en 1981, le gouvernement a continué à appliquer l’accord et à améliorer les liens avec les États-Unis. L’une des choses demandées par les autorités égyptiennes était l’aide des États-Unis pour moderniser davantage les capacités sous-marines du pays.
Le département d'État américain a donc approuvé en 1988 un plan selon lequel les sous-marins restants subiraient un important carénage réalisé par la société Tacoma Boatyard dans la ville de Tacoma, État de Washington. Cela leur a donné la possibilité de tirer, par leurs tubes lance-torpilles, des torpilles à guidage filaire Mark 37 Mod 1, mais aussi des missiles de croisière anti-navires UGM-84 Harpoon,,. Ils ont également reçu de nouveaux sonars actifs et passifs, construits respectivement par la société américaine Loral et par la société allemande Atlas Elektronik. Atlas Elektronik a également fourni un nouveau système de contrôle d’incendie. La remise en état de deux des sous-marins d’origine fournis par les Soviétiques et de ceux acquis auprès des Chinois a été achevée en 1993.
En raison de cette histoire compliquée, l’aménagement intérieur des navires présente un aspect inhabituel, avec un mélange de jauges archaïques, de volants à soupapes et d’autres caractéristiques qui soulignent l’ancienneté de leur conception et d’écrans d’ordinateurs ou de radars beaucoup plus modernes, et d’autres améliorations.
Malgré leur âge, les sous-marins de classe Romeo restent une partie active des capacités navales du pays. Avec leur capacité à lancer des missiles Harpoon pour mener des attaques anti-navires, ils présentent toujours un certain niveau de menace, même pour les navires plus modernes en service chez des adversaires potentiels dans la région. Ces sous-marins datant de l’époque de la guerre froide approchent néanmoins des dernières années de leur carrière, longue de plusieurs décennies.
Lorsqu’ils seront enfin retirés du service, la Corée du Nord deviendra le dernier opérateur au monde de ce type de sous-marins.